# Шар-пей
Шар-пе́й (англ. Shar Pei від кит.: 沙皮, піньїнь: shā pí, ша пі, «піщана шкура») — порода собаки, належить до 2 групи МКФ, одна з найдавніших порід. Належить до типу молосоподібних собак (лат. canis epiroticus) та відома такими відмітними рисами, як надзвичайно глибокі складки шкіри та синьо-чорний язик.
Активний та міцної будови собака середнього розміру. Складки на черепі та плечах, маленькі вуха і «гіпопотам'яча» морда надають шар-пею унікальний вигляд. 1978 року шар-пей був занесений до «Книги рекордів Гіннесса» як найрідкісніша в той час порода у світі.

## Історія
Шар-пей — дуже давня порода собак, що сформувалася в Китаї. Походження цієї породи, на жаль, невідоме. Серед собаківників є думка, що один із китайських імператорів знищив усі згадки старовини про цю породу. Ми не можемо це підтвердити, оскільки мета такого знищення абсолютно неясна. У результаті генетичних досліджень учені довели, що породі шар-пей уже понад трьох тисяч років. Відомо, що ці собаки жили на території Китаю у III–II столітті до нашої ери. Археологами були знайдені гробниці старокитайського народу, на стінах яких були зображені собаки з численними складками із серйозним виразом морди. Порода була дуже популярна серед китайців у 30-х роках XX століття. Проте з приходом до влади Мао Цзедуна, усі тварини Китаю були практично знищені. Політика комуністів не дозволяла тримати тварин, це розцінювалося як неуявна розкіш. Незабаром настав смутний час Другої світової війни. Чисельність тварин, що залишилася, скорочувалася. Одного разу в журналі з'явилася стаття про нібито останнього з шар-пеїв, селекціонери серйозно замислилися про повне відновлення популяції. Для цієї мети були використані всього вісім шар-пеїв, що залишилися. Їх стали схрещувати з іншими схожими собаками. Перший стандарт породи був затверджений у 1976 році. Цього року також вивели перший чистокровний родовід. У 1978 році шар-пеїв занесли до Червоної книги як рідкісну вимираючу породу. Незабаром ця порода стала поширюватися в країни Європи й США. У 1990-х перші розплідники з'явилися на території пострадянських країн. Сьогодні шар-пеї — одні з найпопулярніших собак у всьому світі.

## Догляд
Шар-пея треба тримати у квартирі. Оскільки у них зовсім коротка шерсть, вони дуже чутливі до холодів і опадів. Вигулювати шар-пеїв треба часто — їм потрібні значні фізичні навантаження. Проте у спекотну погоду вихованця краще залишити в будинку, оскільки в нього може статися сонячний удар. Виводьте пса в такий час лише у важливих справах. 
Шерсть шар-пеїв треба розчісувати гумовою щіткою, яка добре видаляє відмерлі волоски. Купати цих собак рекомендується раз на місяць. Використовуйте спеціальні шампуні, інакше може з'явиться алергія. Також шкіра шар-пеїв особливо чутлива і схильна до подразнень. Стежте за тим, щоб вода в жодному разі не потрапляла собаці у вуха: шар-пеї мають специфічні тонкі слухові канали, і вода, що туди потрапляє, миттєво викликає запалення. Вкрай важливо після миття добре висушити собаку і видалити зі складок шкіри надлишки води й шампуню. 
Стежте за очима вихованця, протирайте їх настоєм ромашки.

## Характер
Шар-пеї дуже розумні й товариські собаки. Вони віддані своєму хазяїну і дуже прив'язані до нього. Проте до дітей вони не досить терплячі. Тому краще заводити такого пса, коли дитина вже у свідомому віці. Шар-пей вимагає до себе поваги, тому не терпітиме витівки маленьких дітей. Хоча ситуацію можна виправити ранньою соціалізацією пса. 
Шар-пеї досить горді собаки, схильні до домінування. Вони не довіряють незнайомим людям і можуть проявляти до них агресію.
Згідно з законом України "Про захист тварин від жорстокого поводження" № 3447-IV 2006 року постановою уряду шарпеї віднесені до переліку 40 потенційно небезпечних порід собак. Вони підлягають обов'язковій реєстрації, чипізації, вигулу на короткому повідці в наморднику.

## Тренування
Дресирувати шар-пея потрібно з раннього віку, інакше потім буде украй важко. Ці собаки намагатимуться зайняти у будинку домінуючу позицію. Цього допускати не можна, інакше в майбутньому пес буде зовсім некерованим. Ви повинні показати собаці, що головна в цьому будинку — людина. Причому неважливо яка. Усі члени родини повинні привчити його до цього. Якщо він відчує щонайменше слабке місце в характері людини, то слухатися її він вже не буде.
Дресирувати шар-пея зазвичай складно, але можна. Просто до нього потрібен спеціальний підхід, а який саме, власники собаки повинні будете зрозуміти в період тренувань. Все залежить від людини. Шар-пей, звичайно, не найпростіший учень, але він чудовий відданий пес, який, поза сумнівом, теж хоче догодити хазяїну. Знайдіть із шар-пеєм спільну мову, і тоді у вас все вийде.
Згідно з працею "The Intelligence of Dogs" професора психології Стенлі Корена (1994) шарпеї відносяться до собак з середніми здібностями до навчання, займаючи у переліку 52 місце з 80 загальних.